# Arbeitsgesetzbuch (Litauen)
Arbeitsgesetzbuch der Republik Litauen (Lietuvos Respublikos darbo kodeksas, LR DK) ist ein Litauisches Arbeitsgesetzbuch, verabschiedet am 4. Juni 2002. Es trat in Kraft am 1. Januar 2003. (außer Art. 47 Abs. 6 bezüglich der Arbeitsräte). Der Vorgänger dieses Gesetzbuches war das Arbeitsgesetzbuch der Litauischen Sozialistischen Sowjetrepublik von 1971.
Die Arbeitsgruppe des Entwurfes war vom stellvertretenden litauischen Sozial- und Arbeitsminister Rimantas Kairelis geleitet (der wissenschaftliche Leiter der Arbeitsgruppe war Professor Ipolitas Nekrošius). Es wurden auch Gesetzesprojekte vom 10. Dezember 2001 (Nr. IXP-1268), vom 20. Februar 2002 IXP-1268(2SP) und vom 23. April 2002 behandelt. Der letztere Entwurf wurde am 4. Juni 2002 angenommen.
Der Kommentar des litauischen Arbeitsgesetzbuchs wurden von 2003 bis 2004 angefertigt.

## Struktur
Das Litauische Arbeitsgesetzbuch besteht aus 3 Teilen:
- I Teil – Allgemeine Vorschriften
- II Teil – Kollektive Arbeitsbeziehungen
- III Teil – Individuelle Arbeitsbeziehungen.

Insgesamt gibt es 303 Artikel sowie eine Anlage des Gesetzbuches (über Rechtsharmonisierung mit dem EU-Recht).